# Висуја (Бистрица-Насауд)
Висуја (рум. Visuia) насеље је у Румунији у округу Бистрица-Насауд у општини Мичештиј де Кампије. Oпштина се налази на надморској висини од 377 m.

## Становништво
Према подацима из 2002. године у насељу је живело 489 становника, од којих су сви румунске националности.